# Kriegerdenkmal Nettgau
Das Kriegerdenkmal Nettgau ist ein denkmalgeschütztes Kriegerdenkmal im Ortsteil Nettgau der Gemeinde Jübar in Sachsen-Anhalt. Im örtlichen Denkmalverzeichnis ist das Kriegerdenkmal unter der Erfassungsnummer 094 90338 als Baudenkmal verzeichnet.

## Allgemeines
Das Kriegerdenkmal wurde in der Ortsmitte an der Kreuzung der Hauptstraße und der Wendischbromer Straße errichtet. Es war ursprünglich ein Denkmal zur Erinnerung an die gefallenen Soldaten des Ersten Weltkriegs und wurde nach 1945 mit einer Gedenktafel für die gefallenen Soldaten des Zweiten Weltkriegs erweitert. Bei dem Denkmal handelt es sich um einen Obelisken aus rotem Sandstein auf einen mehrstufigen Sockel. Verziert wird es durch das Relief eines Schwertes und eines Eichenkranz, sowie gekrönt durch einen Adler mit ausgebreiteten Schwingen. Die beigestellte Gedenktafel für die Gefallenen des Zweiten Weltkriegs besteht aus Granit. Die Namen der Gefallenen des Ersten Weltkriegs sind stark verwittert und kaum noch lesbar.
Im Kreisarchiv des Altmarkkreises Salzwedel ist die Ehrenliste der Gefallenen des Ersten Weltkriegs erhalten geblieben.

## Inschrift
Erster Weltkrieg

Zweiter Weltkrieg